# Racismo no Canadá
Racismo no Canadá traça tanto atitudes históricas quanto contemporâneas de comunidades racistas, bem como a negligência governamental e a não conformidade política com os padrões de direitos humanos das Nações Unidas e incidentes em Canadá.
O Canadá contemporâneo é fruto da combinação das populações indígenas das Primeiras Nações com múltiplas ondas de imigração, predominantemente da Europa e, em tempos modernos, da Ásia.

## Estatísticas
Em 2021, o Social Progress Index classificou o Canadá em 6º lugar no mundo quanto à tolerância e inclusão.
Em 2016, um quarto das denúncias de discriminação submetidas à Comissão Canadense de Direitos Humanos estavam relacionadas à raça, cor, origem nacional ou étnica e/ou religião. Em 2017, verificou-se que 43% dos crimes de ódio foram motivados por animosidade racial ou étnica, sendo 16% direcionados especificamente a indivíduos negros. Crimes de ódio com alvo em muçulmanos constituíram 17%, enquanto os direcionados à comunidade judaica representaram 18% de todas as infrações relacionadas ao ódio no Canadá naquele ano.
O número de crimes de ódio relatados pela polícia no Canadá aumentou 32% em 2023, marcando o terceiro aumento significativo em quatro anos. Desde 2019, esses crimes mais que dobraram, com um crescimento de 145%.
Crimes motivados por raça ou etnia cresceram 6% pelo quinto ano consecutivo, totalizando 2.128 casos. Grupos específicos apresentaram tendências variadas, com os incidentes contra sul-asiáticos aumentando 35%, árabes e oeste-asiáticos em 52% e indígenas em 6%. Entretanto, os incidentes contra comunidades negras e asiáticas oriental/sudeste reduziram 7% e 10%, respectivamente. Crimes de ódio motivados por religião subiram 67% em 2023, afetando principalmente as comunidades judaica e muçulmana. A população judaica registrou um aumento de 71% nos incidentes relatados, enquanto os crimes contra muçulmanos dispararam 94%. Outros grupos religiosos tiveram variações menores, com incidentes católicos diminuindo 6%. No total, os crimes de ódio baseados em religião somaram 1.284 em 2023.

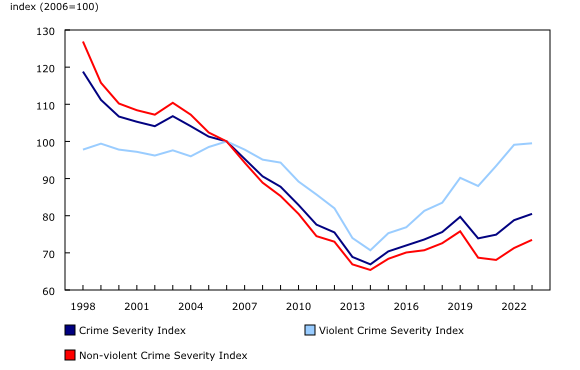
Índices de Gravidade dos Crimes relatados pela polícia, 1998 a 2023, índice

Crimes de ódio relacionados à orientação sexual aumentaram 69% em 2023, atingindo 860 casos relatados. Incidentes baseados em sexo ou gênero subiram 37%, enquanto outros motivos cresceram 9%.
Todas as províncias e o Nunavut registraram aumentos nos crimes de ódio em 2023. Por exemplo, Ontário reportou 2.426 incidentes, um acréscimo de 476 em relação ao ano anterior. Quebec e Colúmbia Britânica também tiveram aumentos significativos, com 739 e 669 crimes de ódio relatados, respectivamente.
A maioria dos crimes de ódio relatados pela polícia foi não violenta, representando 55% dos incidentes totais em 2023. Crimes de ódio não violentos cresceram 36%, enquanto os violentos aumentaram 28%.
Em uma pesquisa de 2013 realizada em 80 países pelo World Values Survey, o Canadá foi classificado entre as sociedades mais tolerantes racialmente do mundo.
Indivíduos racializados no Canadá recebem 81 centavos para cada dólar ganho por seus equivalentes não racializados. Em Toronto, homens negros têm três vezes mais probabilidade de serem solicitados a apresentar identificação pela polícia. Empregadores têm 40% mais probabilidade de entrevistar candidatos com nomes que aparentem ser ingleses, apesar de possuírem qualificações idênticas. Em 2017, os indígenas representavam 27% da população carcerária federal, embora correspondessem a apenas 4,1% da demografia total do Canadá. Em Quebec, candidatos com nomes de sonoridade francófona têm 60% mais chances de serem chamados para entrevista em comparação com aqueles com perfis semelhantes.

## Visão geral
O autor e jornalista canadense Terry Glavin afirma que os canadenses brancos se consideram, em grande parte, isentos de preconceito racial, percebendo o país como uma "sociedade mais inclusiva" do que seu vizinho direto, os Estados Unidos. Essa noção, entretanto, vem sendo contestada.
Por exemplo, Galvin aponta o tratamento dispensado à população indígena como evidência das tendências racistas intrínsecas ao próprio Canadá.
Essas percepções de inclusão e de cegueira racial também vêm sendo contestadas por estudiosos, como Constance Backhouse, que afirmam que a supremacia branca continua prevalecente no sistema jurídico do país, com o racismo explícito sendo criado e aplicado através da lei.
De acordo com um comentarista, o racismo canadense contribui para um ciclo auto-perpetuante de criminalização e encarceramento.
Além disso, ao longo da história do Canadá, existiram leis e regulamentos que afetaram negativamente uma vasta diversidade de raças, religiões e grupos de pessoas.
A legislação canadense utiliza o termo "visible minority" para se referir a people of colour (exceto aos indígenas canadenses), introduzido pela Lei de Ação Afirmativa de 1995.
Contudo, o Comitê das Nações Unidas para a Eliminação da Discriminação Racial afirmou que esse termo pode ser considerado inaceitável por certas minorias e recomendou uma avaliação do mesmo.
Em 2019, os departamentos de Inglês e de Artes da Kwantlen Polytechnic University uniram esforços para promover uma exposição intitulada Maple-Washing: A Disruption, que reuniu diversas obras examinando a história canadense sob perspectivas variadas. O termo "Maple-Washing" (trocadilho entre maple, bordo, e "whitewash", encobrimento) faz referência à suposta tendência das instituições canadenses de sanitizarem a história do país.
Os temas históricos abordados na exposição incluíram a participação canadense no tráfico transatlântico de escravos, o incidente Komagata Maru, a internação de japoneses no Canadá durante a Segunda Guerra Mundial, e o imposto sobre a cabeça chinesa, entre outros episódios frequentemente "encobridos".

### Escravidão de aborígines e canadenses negros

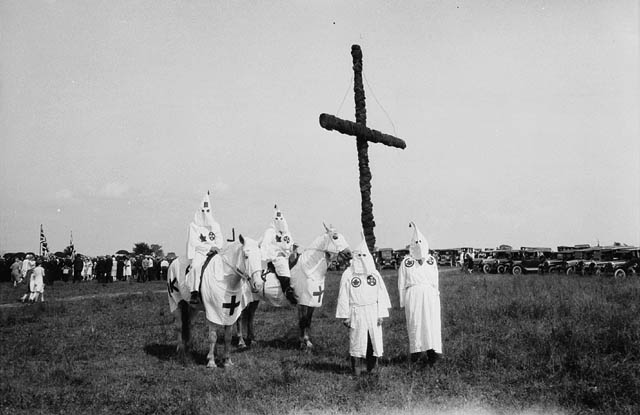
Membros do Ku Klux Klan, a pé e a cavalo, ao lado de uma cruz erguida em um campo próximo a Kingston, Ontário, em 1927

Existem registros de escravidão em algumas áreas da América do Norte Britânica, que mais tarde se tornou o Canadá, datados do século XVII.
A maioria desses escravizados era indígena, e os United Empire Loyalists trouxeram escravizados consigo após deixarem os Estados Unidos.

#### Segregação e Ku Klux Klan
O Canadá também praticou a segregação, e existe um Ku Klux Klan canadense.
Perfil racial ocorre em cidades como Halifax, Toronto e Montreal.
Negros representavam 3% da população canadense em 2016, e 9% da população de Toronto (a cidade com as maiores comunidades de imigrantes caribenhos e africanos).
Eles viviam de forma desproporcional na pobreza, eram três vezes mais propensos a serem carded em Toronto do que os brancos, e as taxas de encarceramento dos negros aumentavam mais rapidamente do que as de qualquer outro grupo demográfico. Um protesto do Black Lives Matter foi realizado na Sede da Polícia de Toronto em março de 2016.

#### Ordem do Conselho P.C. 1911-1324
Em 12 de agosto de 1911, o Governador-Geral do Canadá no Conselho Privado da Rainha para o Canadá aprovou a proibição, por um ano, da imigração de negros para o Canadá porque, de acordo com a Ordem do Conselho, "a raça negra" era "inadequada ao clima e às necessidades do Canadá."
O projeto foi apresentado em 2 de junho de 1911 pelo Ministro do Interior do Canadá, Frank Oliver, após pressão crescente dos agricultores brancos das pradarias, insatisfeitos com o afluxo de fazendeiros negros vindos dos Estados Unidos.
Jamais foi oficialmente aplicado ou incorporado à Lei de Imigração, provavelmente porque o governo—liderado pelo Primeiro-Ministro do Canadá Wilfrid Laurier—estava receoso de alienar os eleitores negros antes das eleições federais de 1911.
Foi revogada ainda naquele ano.

#### Africville
Na Nova Escócia, uma comunidade composta principalmente por Canadenses negros foi forçosamente removida e, eventualmente, demolida entre 1964 e 1967, após anos de negligência intencional por parte do governo de Halifax, Nova Escócia em Halifax, Nova Escócia.

### Canadenses de origem grega
O tumulto anti-grego de Toronto de 1918 foi um tumulto racial de três dias em Toronto, Ontário, Canadá, direcionado a imigrantes gregos durante os dias 2 a 4 de agosto de 1918. Foi o maior tumulto na história da cidade e um dos maiores tumultos anti-gregos do mundo.

### Negros
Canadenses negros são discriminados no Canadá.

### Canadenses de origem asiática

#### Indo-Canadianos
Em 1914, os indianos que chegavam ao Canadá não foram autorizados a entrar, apesar de serem Súditos britânicos, o que culminou na morte de dezenas de imigrantes no incidente Komagata Maru.

#### Canadenses de origem chinesa

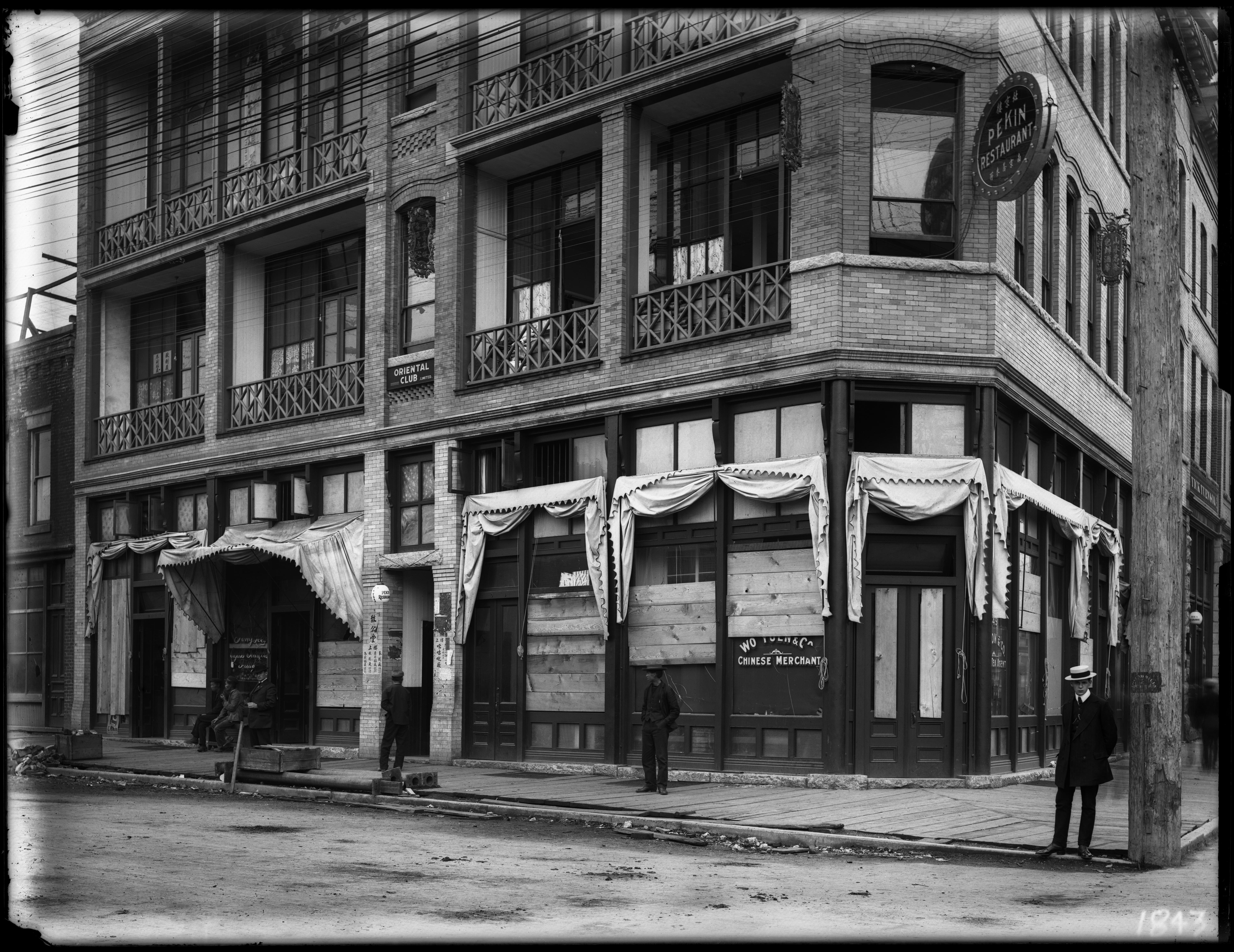
Janelas e fachadas interditadas na Pender Street no Bairro Chinês após os tumultos de setembro de 1907

A partir de 1858, chineses "coolies" foram trazidos para o Canadá para trabalhar nas minas e na Ferrovia Canadense do Pacífico na Colúmbia Britânica.
Após a eclosão de tumultos anti-chineses em 1886, foi implementado um "imposto sobre a cabeça chinesa" para conter a imigração proveniente da China. Em 1907, os tumultos anti-orientais em Vancouver tiveram como alvo negócios de propriedade de chineses e japoneses, e a Liga de Exclusão Asiática foi formada para expulsar os asiáticos da província. Integrantes da Liga atacaram asiáticos, resultando em inúmeros tumultos.
Em 1923, o governo federal aprovou a Lei de Imigração Chinesa de 1923, comumente conhecida como a Lei de Exclusão, que proibiu a maioria das imigrações chinesas.
A lei foi revogada em 1947, mas a discriminação que limitava a entrada de imigrantes não europeus persistiu até 1967, quando foi introduzido um sistema baseado em pontos para avaliar os imigrantes independentemente de sua origem.

#### Canadenses de origem japonesa

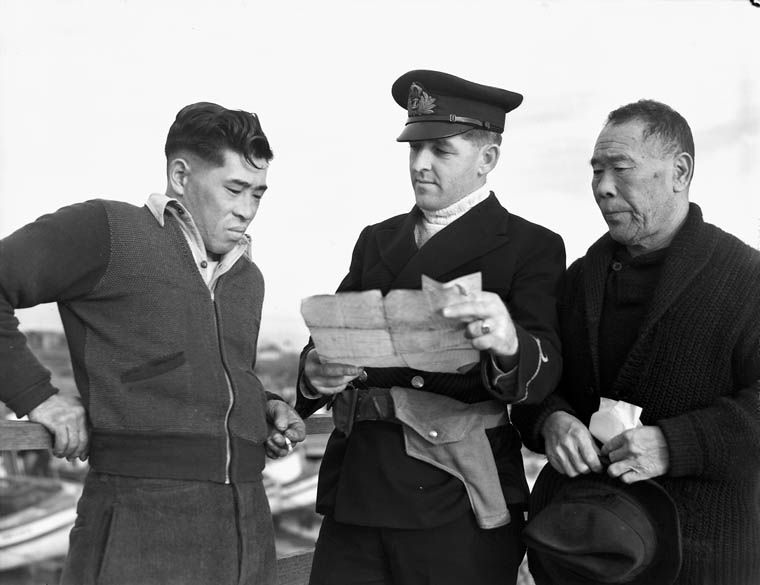
Um oficial da Marinha Real Canadense questiona pescadores canadenses de descendência japonesa enquanto seus barcos eram apreendidos.

Embora um tratado anglo-japonês garantisse aos cidadãos japoneses a liberdade de viajar, eles foram sujeitos ao racismo anti-asiático no Canadá, embora em grau um pouco menor do que os chineses antes da Segunda Guerra Mundial, pois um acordo informal entre os governos japonês e canadense limitou a imigração japonesa após os tumultos anti-asiáticos em Vancouver.
Em 1942, durante a Segunda Guerra Mundial, muitos canadenses de ascendência japonesa — mesmo os nascidos no Canadá — foram forçosamente transferidos para campos de internamento sob a autoridade da Lei de Medidas de Guerra.
Inicialmente, muitos homens foram separados de suas famílias e enviados para campos itinerantes em Ontário e na fronteira entre a Colúmbia Britânica e Alberta. Pequenas cidades do interior da Colúmbia Britânica, como Greenwood, Sandon, New Denver e Slocan, transformaram-se em campos de internamento para mulheres, crianças e idosos. Para permanecerem juntos, famílias de canadenses de origem japonesa optaram por trabalhar em fazendas em Alberta e Manitoba.
Aqueles que resistiram e desafiaram as ordens do governo canadense foram cercados pela Polícia Montada Real Canadense e presos em um campo de prisioneiros de guerra cercado por arame farpado em Angler, Ontário.
Os barcos de pesca dos canadenses de origem japonesa também foram apreendidos, com planos de reduzir drasticamente suas licenças de pesca e redistribuí-las forçosamente para canadenses brancos.
Com promessas governamentais de devolver as terras e propriedades apreendidas nesse período, os canadenses de origem japonesa deixaram suas casas. Porém, isso se revelou falso, pois os bens apreendidos foram revendidos e nunca devolvidos a eles. Diferentemente dos prisioneiros de guerra, que eram protegidos pela Convenção de Genebra, os canadenses de origem japonesa foram forçados a custear seu próprio internamento.

#### Pandemia de COVID-19
No meio da pandemia de COVID-19, Canadenses de origem asiática relataram um aumento de agressões violentas, especialmente contra mulheres de descendência asiática.
De acordo com uma pesquisa do Angus Reid, de 22 de junho de 2020, até 50% dos canadenses de origem chinesa haviam sofrido abusos verbais, e 29% relataram ter sentido medo, como se representassem uma ameaça à segurança pública.
Outra pesquisa com 1.600 adultos, conduzida pela ResearchCo e divulgada pela Agência France-Presse, revelou que um em cada quatro canadenses de origem asiática (dos quais 70% eram de origem chinesa) que viviam na Colúmbia Britânica conheciam alguém em sua residência que já havia enfrentado discriminação.
A pesquisa também revelou que 24% dos canadenses de descendência sul-asiática relataram insultos racistas.
Canadenses de origem indígena também relataram casos de discriminação.

### Sikh
O sentimento anti-sikh no Canadá possui uma presença histórica e contemporânea marcada por diversos eventos e questões. Os primeiros casos incluem o tumulto racial de Bellingham de 1907, onde imigrantes do Sul e Sudeste da Ásia, em sua maioria sikhs, foram violentamente atacados por turbas brancas em Washington (estado), o que desencadeou sentimentos anti-imigrantes que se espalharam para a região do Pacífico Noroeste.
O incidente Komagata Maru de 1914 destacou ainda mais o racismo institucional quando 376 passageiros indianos, na maioria sikhs, tiveram a entrada negada no Canadá e foram forçados a retornar à Índia, onde muitos enfrentaram perseguição.
Após os 11 de Setembro, os sikhs no Canadá passaram a sofrer com o aumento da xenofobia e dos crimes de ódio, frequentemente sendo confundidos com muçulmanos devido aos seus turbantes e barbas.

## Mulheres indígenas desaparecidas e assassinadas
A representação das mulheres indígenas assassinadas nas estatísticas criminais não é proporcional à população em geral.
Em 2006, a Anistia Internacional pesquisou o racismo específico contra as mulheres indígenas no Canadá.
Relataram a falta de direitos humanos básicos, discriminação e violência contra as mulheres indígenas. O relatório da Anistia constatou que as mulheres das Primeiras Nações (idade 25–44) com status sob a Lei dos Índios eram cinco vezes mais propensas do que outras mulheres da mesma faixa etária a morrerem em decorrência de violência.
Em 2006, o filme documentário Finding Dawn examinou as inúmeras mulheres indígenas desaparecidas e assassinadas no Canadá nas últimas três décadas.
Em setembro de 2016, em resposta aos repetidos apelos de grupos indígenas, ativistas e organizações não governamentais, o Governo do Canadá, sob o Primeiro-Ministro Justin Trudeau, juntamente com todos os governos provinciais e territoriais, estabeleceu um inquérito público nacional sobre Mulheres e Meninas Indígenas Desaparecidas e Assassinadas.
Os indígenas ainda precisam enfrentar o racismo dentro do Canadá e os desafios das comunidades frequentemente são ignorados.
Ainda existem estereótipos negativos associados aos indígenas, tais como serem vistos como parasitas, viciados em drogas ou ignorantes.
Os indígenas têm maior propensão a sofrer de Depressão devido a fatores como pobreza, perda de identidade cultural, assistência médica inadequada, entre outros.
Em 2020, funcionários de um hospital na cidade de Joliette, Quebec foram filmados zombando e fazendo comentários racistas a uma mulher Atikamekw que eventualmente veio a falecer. Líderes indígenas afirmam que o vídeo expõe as sombrias realidades do racismo sistêmico que há muito vêm sendo ignoradas ou suprimidas em todo o Canadá.